# Шинвалд (Ґрудзьондзький повіт)
Шинвалд (пол. Szynwałd) — село в Польщі, у гміні Ласін Ґрудзьондзького повіту Куявсько-Поморського воєводства.
Населення — 385 осіб (2011).
У 1975-1998 роках село належало до Торунського воєводства.

## Демографія
Демографічна структура станом на 31 березня 2011 року:
|          | Загалом | Допрацездатний вік | Працездатний вік | Постпрацездатний вік |
| -------- | ------- | ------------------ | ---------------- | -------------------- |
| Чоловіки | 204     | 54                 | 132              | 18                   |
| Жінки    | 181     | 49                 | 110              | 22                   |
| Разом    | 385     | 103                | 242              | 40                   |